# Psałterz Roberta de Lisle

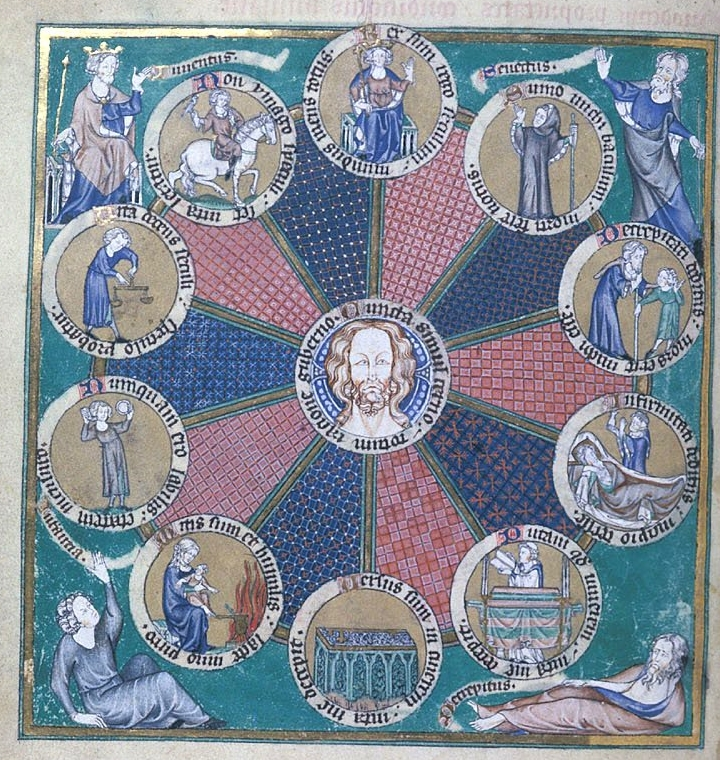
Miniatura z psałterza – diagram z alegorycznymi przedstawieniami kolejnych etapów życia ludzkiego. W środku głowa Chrystusa

Psałterz Roberta de Lisle (sygnatura Arundel MS. 83, cz. 2, karty 117–135) – fragmentarycznie zachowany angielski rękopiśmienny psałterz z początku XIV wieku. Część zbiorów Biblioteki Brytyjskiej w Londynie.

## Opis
Manuskrypt zachował się w stanie szczątkowym, zaginął sam tekst psałterza. Przetrwała natomiast warstwa ilustracyjna, którą połączono z innym manuskryptem, tzw. Psałterzem Howarda (Arundel MS. 83, cz. 1). Data powstania księgi określana jest na okres między ok. 1310 a 1339 rokiem, na podstawie analizy formalnej miniatur wyróżniono rękę trzech różnych iluminatorów. Zachowany materiał obejmuje kalendarz liturgiczny oraz 24 różnokolorowe miniatury, w tym 13 diagramów o treści moralnej i teologicznej, 9 scen z życia Jezusa oraz dwie całostronicowe ilustracje ukazujące Madonnę z Dzieciątkiem oraz Ukrzyżowanie. Towarzyszące iluminacjom teksty pisane są po łacinie, francusku i angielsku.

## Proweniencja
Oryginalnym właścicielem księgi był baron Robert de Lisle (1288–1344), który, zgodnie z jego własnoręczną adnotacją poczynioną na końcu kalendarza i opatrzoną datą 25 listopada 1339 roku, podarował ją swoim przebywającym w zakonie córkom Audere i Alborou. Po ich śmierci miała zgodnie z tekstem darowizny przejść na własność klasztoru Chicksands.
Na przełomie XVI i XVII wieku pozostałości psałterza Roberta de Lisle stały się własnością Williama Howarda (1563–1640), który prawdopodobnie odpowiada za dołączenie ich do Psałterza Howarda. Następnie księga przechodziła w ręce jego spadkobierców. W 1667 roku Henry Howard (1628–1684) przekazał ją Royal Society. W 1831 roku zbiory Howarda zostały odkupione przez Muzeum Brytyjskie.